# Chích bông tai trắng
Chích bông tai trắng (danh pháp hai phần: Orthotomus cinereiceps) là một loài chim chi Chích bông trong họ Chiền chiện. Loài này phân bố ở Philippines. 